# Serge Daan
Serge Daan (Mook, 11 juni 1940 − Paterswolde 9 februari 2018) was een Nederlands hoogleraar gedragsbiologie.

## Biografie
Daan werd geboren in de gemeente Mook en Middelaar in een intellectueel milieu, met als ouders de arts Albert Daan (1900-1988) en drs. Maria Johanna (Tietske) Stiemens (1906-1993). Hij groeide op in Wilp aan de IJssel en behaalde zijn Gymnasium β-diploma in Deventer. Hij studeerde af in de biologie aan de Universiteit van Amsterdam waar hij in 1973 cum laude promoveerde op het onderwerp winterslaap.
Vanaf 1975 werkte hij als wetenschappelijk hoofdmedewerker aan de Rijksuniversiteit Groningen. In 1994 werd hij in Groningen benoemd tot bijzonder hoogleraar Chronobiologie, in 1996 tot gewoon hoogleraar Ethologie. In 1997 hield hij zijn inaugurele rede onder de titel Werken en slapen. In 2003 werd hij benoemd op de Niko Tinbergenleerstoel in de gedragsbiologie. Zijn onderzoek richtte zich met name op de biologische klok bij zowel mensen als dieren, en daarmee op activiteit- en slaapgedrag. Hij publiceerde meer dan 250 titels en begeleidde meer dan 40 promovendi. Een van zijn bekendste werken was Prudent parent dat hij in 1980 samen schreef met zijn leermeester R.H. Drenth. In 1993 werkte hij mee aan Behavioural biology. The Zoological Laboratory, University of Groningen.
Van 1996 tot 2001 was hij voorzitter van de Nederlandse Vereniging voor Gedragsbiologie. Hij was tevens vicedecaan en decaan van de Faculteit Wiskunde en Natuurwetenschappen van de RUG. Per 1 september 2011 ging hij met emeritaat.
Prof. dr. S. Daan overleed in 2018 op 77-jarige leeftijd.

## Erkenning
Daan was sinds 1999 lid van de Koninklijke Hollandsche Maatschappij der Wetenschappen en sinds 2004 Ridder in de Orde van de Nederlandse Leeuw. Hij ontving verscheidene andere eerbewijzen. Zo kreeg hij als tweede Nederlander in 2008 de prestigieuze Award for Eminent Scientists van de Japan Society for the Promotion of Science (JSPS) uitgereikt. De hagedis Stellagama stellio daani, een ondersoort van de hardoen, is naar Daan vernoemd.

## Overige activiteiten
Naast zijn professionele werk zette hij zich ook in voor het Lauwersmeer en werkte mee aan publicaties daarover. In 2017 stelde zijn vrouw Ruth Hohe-Daan het verzameld werk samen van dichter Frits Ekkel, Daan selecteerde deels de gedichten.

## Familie
Serge Daan is een broer van Gunnar Daan, Niels Daan en Karin Daan.
- Bibliothèque nationale de France: cb122757053 (data)
- Gemeinsame Normdatei: 1150711426
- International Standard Name Identifier: 0000 0001 0935 0283
- Library of Congress Control Number: n82074864
- NARCIS: PRS1238411
- Nationale Bibliotheek van Tsjechië: jn19990001591
- Nationale Bibliotheek van Israël: 987007449907605171
- Nederlandse Thesaurus van Auteursnamen: 069114269
- SNAC: w68f5jmc
- Virtual International Authority File: 110806298
- WorldCat: E39PBJkHvdWVYjTTWW4D8PGmBP